# Elive
Elive ("Enlightenment live") je GNU/Linuxová distribuce založená na Debianu určená pro starší počítače s procesory Intel. Elive používá Enlightenment X window manager namísto GNOME or KDE. Elive je plně funkční distribuce včetně Live CD které umožňuje uživateli vyzkoušet distribuci ještě před instalací v systému.
Elive může být použita jako jakákoliv Live CD, ale s omezenou funkcionalitou a nebo nainstalována přímo na pevný disk. Elive využívá UnionFS, který umožňuje uživatelům instalovat softwarové balíky pomocí Synaptic Package Manager a APT.

## Vlastnosti
Správa Elive je centralizovaná, její vlajkovou lodí je aplikace Elpanel, která byla vyvinuta speciálně pro Elive. Elpanel je animovaný applet, který je napsán v Edje.
Elpanel slouží jako odrazový můstek k rozličným administrátorským nástrojům, které jsou v něm zakomponované, tvořené jednotlivými ikony, které lze uživatelsky měnit.

Animation of the Elpanel interface

Elive využívá prohlížeče Iceweasel a poštovního klienta Icedoves přednastaveným GnuPG rozšířením pro šifrování a digitální podepisování e-mailů. Tyto nástroje umožňují uživateli digitálně podepsat, šifrovat a dešifrovat korespondenci s minimálním úsilím.
Elive má podporu pro multimediální kodeky různých audio a video formátů.

### Krátký seznam dalších předinstalovaných multimediální aplikací na Elive
- XMMS
- Mplayer
- Oxine
- Stream Tuner
- ReSound
- GtkPod
- GIMP
- Blender

Live USB Elive může být vytvořeno ručně nebo s pomocí UNetbootin.

## Dřívější problémy distribuce
Elive vývojáři původně požadovali platbu (přes PayPal) ve výši $15 nebo více za stažení live CD. Alternativou k tomuto poplatku je, že uživatel napíše dlouhou esej na podporu Elive a umístí ji na různých komerčních webových stránkách. Poté může požádat o jednorázový instalační kód.
Creative Commons Attribution-NonCommercial-ShareAlike 2.0 licence nepostihuje redistribuci tohoto systému. V současné době (2010), je Elive volně k dispozici ke stažení, ale bez možnosti instalace na pevný disk. Jakýkoli uživatel sice může Elive stáhnout, ale pro instalaci na pevný disk, musí buďto poslat finanční odměnu začínající na 15$ a nebo projít procesem zmíněným výše.

## Historie a proces vývoje
Verze před posledním vydáním (0.6) umožňovala uživateli vybrat si mezi Enlightenment 0.16 (stabilní) nebo 0.17 (vývojovou verzi). Tímto způsobem se uživatel mohl podívat na novou verzi tohoto neobvyklého grafického prostředí.
Před vydáním verze 0.5, byl Elive postaven na distribuci Morphix, novější verze používá Dsslive rámce.

## Verze
- 0.1 – První beta verze s názvem Elive, který měl Tezcatlipotix před jménem Elive. Distribuce byla založená na Knoppixu, zatím pouze nestabilní a pracovní.
- 0.2 – Opraveno několik chyb po zpětné vazbě s uživateli, přesto Elive je stále považováno za rozvoj a pracovní verzi
- 0.3 – První stabilní verze, jádro bylo změněno z Knoppixu na Morphix
- 0.4 – Kód pojmenovaný 'Serenity'; zde Elive přešel od Morphix do DSS (Debian Script Set)
- 0.4.2 – Druhé vydání 'Serenity', s podstatnými revizemi a ATI ovladači
- 0.5 – Ohlášení uvolnění Elive Revolution
- 0.6 – Druhé vydání Elive Revoluce s názvem Revolution+
- 1.0 – Vydání The Luxurious Elive Gem
- 1.9-25 – Vydání Elive s Compiz (ecomorph)
- 2.0 – Vydání Stabilní verze Elive Topaz

## Požadavky na systém
Minimální požadavky na hardware pro běh Elive jsou:
- 100 MHz CPU
- 64 MB paměti RAM
- Alespoň 3 GB volného místa na disku (pro plnou instalaci a žádný odkládací prostor)
- VGA grafická karta schopná rozlišení 640x480
- CD-ROM nebo USB-Boot schopen BIOS.

Doporučené hardwarové požadavky, jsou:
- 300 MHz
- 128 MB RAM
- Minimálně 3,5 GB volného místa na disku (pro plnou instalaci a odkládací prostor)
- VGA grafická karta schopná rozlišení 800x600
- CD-ROM nebo USB ze kterého lze nabootovat.